# سيرغي إيريمينكو
سيرغي إيريمينكو (الروسية: Ерёменко, Сергей) (بالفنلندية: Sergei Eremenko) هو لاعب كرة قدم فنلندي وروسي في مركز الوسط، ولد في 6 يناير 1999 في جاكوبستاد في فنلندا. لعب مع سبارتاك موسكو.

## وصلات خارجية
- سيرغي إيريمينكو على موقع الاتحاد الأوربي (الإنجليزية)
- سيرغي إيريمينكو على موقع قاعدة بيانات كرة القدم.إي يو (الإنجليزية)
- سيرغي إيريمينكو على موقع Soccerway.com (الإنجليزية)
- سيرغي إيريمينكو على موقع عالم كرة القدم.نت (الإنجليزية)